# 考苏伊图克国家公园
考苏伊图克国家公园（伊努克提圖特語发音为：Qow-soo-ee-tooq，意思是太阳不升起的地方）是一处位于努納武特地區西北部巴瑟斯特岛的加拿大国家公园。它成立于2015年9月1日，是加拿大的第45个国家公园。
这处国家公园是加拿大公园管理局和国家公园管理机构计划设立的39个国家公园之一，以代表北极西部群岛自然区。该保护区包括北极群岛的大部分地区（伊丽莎白女王群岛和德文島上的格林内尔半岛，但是不包括埃尔斯米尔岛与阿克塞尔海伯格岛）。公园内有一处位于北极熊穿越国家野生动物区北部的皮尔里驯鹿栖息地。

## 历史
科学家在巴瑟斯特岛的考古研究表明：在过去的4500年里，曾有过人类在多塞特郡以及史前的图勒活动。人类的出没取决于该地区的气候变化、冰盖以及相应的野生动物的生存状况。当时人类生活在巴瑟斯特岛的南部和东部，并不在公园现在划定的区域内。
随后，英国海军的远征队于19世纪中期对该地区进行了探索，主要搜寻了与的失踪富兰克林探险队有关的地区，并留下了几个石碑在北部海岸。之后从1960年代开始，人们才对此地有零星的科学和商业研究。
距离该国家公园最近的雷索卢特位于康沃利斯岛，建于1953年。居住在此地的因纽特人以打猎与捕鱼为生。 
1994年当地政府开始研究在此地建立国家公园的可行性，其中一项是针对该地的矿产和能源资源进行评估。报告于1999年出炉，2000年正式结束对该地区建立国家公园可行性的调查研究。为了能够在此地建立国家公园，加拿大政府在1996年便先将巴瑟斯特岛北部的土地收归国有。2009年，加拿大公园管理局同几个与建立国家公园关系最大的因纽特人社区对影响与利益分配进行协商并最终达成协议。 
2015年，联邦政府出台了一项为创建公园设立法律依据的法案，并于6月24日获得批准，并规定此项法案于批准日最晚至9月1日之前即将生效——以最后的时间为准。该公园于6月获批，于9月1日合法建立。
起初该公园被暂时称为Tuktusiuqvialuk National Park。而现在的这个名字则是由当地票选出来的。
考苏伊图克国家公园面向公众开放并于2016年正式迎接首批游客。

## 地质和气候
公园的地质主要由沉积岩组成，如石灰岩，砂岩和白云石。这一地区过去曾被冰川覆盖，如蛇形丘、冰碛阶地和海滩，而该地区较多为连绵不断的丘陵地貌。
巴瑟斯特岛的气候寒冷干燥。凉爽的北极中心气候几乎能够不受阻碍地进入伊丽莎白女王岛西北部和北部中心地区的低洼岛屿并达到巴瑟斯特岛。这里的平均气温从1月份的-35°C到7月份的5°C。年降水量小于130毫米。

## 植物群和动物群

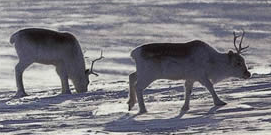
皮尔里驯鹿

恶劣的气候限制了土壤和养分的发育，进而限制了植被的成长。该地区维管植物多样性低，以草本植物为主。植物包括挪威虎耳草、矮柳、莎草、其他草类以及地衣和苔藓。
适应了这种环境的陆地野生动物物种包括皮尔里驯鹿、麝牛、北極狼、北極狐。鸟类如雪鸮、雪雁、王绒鸭、贼鸥属以及各种各样的海鸥和涉禽。该地区的海洋物种包括环斑海豹、髯海豹、北極熊、海象、弓頭鯨、白鲸和一角鲸。